# Bólliga
Bólliga es una localidad del municipio conquense de Villas de la Ventosa, en la Comunidad Autónoma de Castilla-La Mancha (España). 
La iglesia está dedicada a La Asunción.

## Localidades limítrofes
Confina con las siguientes localidades:
- Al norte con Castillo-Albaráñez.
- Al noreste con Arrancacepas.
- Al sureste con Villar de Domingo García y Valdecañas.
- Al sur con Culebras.
- Al suroeste con La Ventosa.
- Al oeste con Fuentesbuenas y Villarejo del Espartal.
- Al noroeste con Olmedilla de Eliz.

## Demografía
| Gráfica de evolución demográfica de Bólliga entre 1842 y 1960 |
| |
| Población de derecho según los censos de población del INE Población de hecho según los censos de población del INEEntre el censo de 1970 y el anterior, este municipio desaparece porque se integra en el municipio Villas de la Ventosa |

Evolución de la población
| Gráfica de evolución demográfica de Bólliga entre 2000 y 2017      |
|                                                                    |
| Población de derecho (2000-2017) según el padrón municipal del INE |

## Historia
Así se describe a Bólliga en el tomo IV del Diccionario geográfico-estadístico-histórico de España y sus posesiones de Ultramar, obra impulsada por Pascual Madoz a mediados del siglo XIX:

Villa con ayuntamiento en la provincia, partido judicial, administración de rentas y diócesis de Cuenca (5 leguas), audiencia territorial de Albacete (25), capitanía general de Castilla la Nueva (Madrid 20); Situada en la ladera de una colina y al N de una cañada donde le combaten los vientos E, O y S; tiene 120 casas construidas las dos terceras partes en llano y las restantes en una cuesta bastante suave; calles sucias y sin empedrado; una plaza cuadrada de 30 pasos de diámetro, en la que se hallan el pósito, casa consistorial, horno de pan cocer y carnicería; hay además escuela de primeras letras frecuentada por 40 ó 50 niños, dotada con 12 fanegas de trigo, casa, huerto y una viña, iglesia parroquial de segundo ascenso (la Asunción de Nuestra Señora), servida por un cura párroco que tiene por anejo a Arrancacepas; 3 ermitas rurales dedicadas a Santa Lucía (patrona del pueblo), San Blas y San Roque, y otra en el término (Nuestra Señora de la Caridad) a ½ legua E en un cerro donde se ven ruinas de un castillo y vestigios de una población llamada Garañoncillo. El cementerio se halla al N de la parroquia en los muros de la villa, y frente a él una alameda. El vecino se surte del agua de 5 fuentes que se hallan próximas, y las de un arroyo escaso se utilizan para la limpieza. Confina el término por N con los de Arrancacepas, Castillo de Albaranchez y Fuentes-buenas; E Torralva; S Culebras y O la Ventosa, extendiéndose E a O una legua y ¾ de S a N. El terreno está divido en infinidad de suertes pequeñas y pertenece en la mayor parte a hacendados forasteros; el que comprende los llanos y la vega es de buena calidad; el que se halla a una distancia media del pueblo, mediano; y el ínfimo, el que contienen las alturas o montes; estos se prolongan de E a O; y se hallan cubiertos de piedra de yeso. Existe una dehesa de pasto con encinas bajas. Además del indicado arroyo, hay un riachuelo que tiene su origen hacia la ermita de la Caridad; lleva su curso por la vega, pasa por las inmediaciones del pueblo y al llegar al puente de la Ventosa se reúne con el Guadamejuz. Los caminos se hallan en mediano estado; la correspondencia se recibe por un valijero los martes en la administración de Cuenca. Producciones: trigo, centeno, cebada, avena, azafrán, alazor, guijas, patatas, algunas legumbres, aceite y vino; cría ganado lanar y cabrío, caza de liebres, conejos, perdices, lobos y zorras. Población: 128 vecinos, 509 habitantes dedicados a la agricultura, ganadería y exportación del trigo sobrante a la capital de provincia, de la que se importa los géneros que faltan. También se ocupan algunas personas en tejer telas de cáñamo, y en hacer esteras de esparto. Capital productivo: 1.325.060 reales. Imponible: 66.253 reales. Importe de los consumos: 5.786 reales 23 maravedíes. El presupuesto municipal asciende a 2.249 reales y se cubre por reparto vecinal, exceptuando lo que produce un molino harinero casi inútil, por escasez de agua, y 12 fanegadas de terreno correspondientes a propios.
Diccionario geográfico-estadístico-histórico de España y sus posesiones de Ultramar

Fue municipio independiente hasta 1970, año en que se fusionó con los municipios de La Ventosa, Culebras, Fuentesbuenas y Villarejo del Espartal, formando el nuevo municipio de Villas de la Ventosa.